# Game Over (Album)
Game Over ist das vierte Soloalbum des Frankfurter Rappers Azad. Es erschien am 31. März 2006 über die Labels Bozz Music und Universal Urban.

## Produktion
Die Lieder des Albums wurden von den Musikproduzenten Sti (sieben Songs), Bozz Martelli (fünf Tracks), Benny Blanco (vier Stücke), Shuko, M3 & Noyd, phreQuincy, Brisk Fingaz, Screwaholic und DJ Scratch (je ein Titel) produziert.

## Covergestaltung

Azad-Logo

Das Albumcover zeigt Azad, der den Betrachter über seine Schulter anblickt und eine Camouflagefarbene Jacke sowie Cap trägt. Im Hintergrund sind dunkler Himmel und ein Häuserblock zu sehen. Das Azad-Logo und der Titel Game Over in Grau stehen im Vordergrund.

## Gastbeiträge
Auf elf Liedern des Albums sind neben Azad weitere Künstler zu hören. So hat Azads Rapgruppe Warheit Gastauftritte bei den Songs Wenn es dunkel wird und W.A.R., während die Sängerin Cassandra Steen den Refrain des Stücks Eines Tages singt. Der Rapper und Sänger Jonesmann ist gleich auf drei Tracks (Headbanger, Meine Zeit, Game Over) vertreten, wobei auf letzterem ebenfalls Sti zu hören ist. Streetlife ist eine Kollaboration mit dem US-amerikanischen Rapper Akon und auf Stadtfalke wird Azad von dem kurdischen Sänger Şivan Perwer unterstützt. Je ein weiterer Gastbeitrag stammt von den Sängern Xavier Naidoo (Weisse Taube) und J-Luv (Mein Song) sowie dem Rapper Baba Saad (Auge des Sturms).

## Titelliste
| #     | Titel                 | Gastbeiträge      | Produzent             | Länge |
| ----- | --------------------- | ----------------- | --------------------- | ----- |
| 1 (*) | Scratch (Skit)        |                   | DJ Scratch            | 0:59  |
| 2     | Game Over Symphonie   |                   | Bozz Martelli         | 1:15  |
| 3     | Alarm                 |                   | Sti                   | 3:52  |
| 4     | Streetlife            | Akon              | Sti                   | 4:02  |
| 5     | Krankfurt             |                   | Sti                   | 4:07  |
| 6     | Headbanger            | Jonesmann         | Sti                   | 3:00  |
| 7     | Think Positive (Skit) |                   | Brisk Fingaz          | 1:01  |
| 8     | Eines Tages           | Cassandra Steen   | Bozz Martelli         | 3:41  |
| 9     | Wenn es dunkel wird   | Warheit           | Benny Blanco          | 4:12  |
| 10    | K.O.                  |                   | Benny Blanco          | 2:52  |
| 11    | Alles wird gut        |                   | Screwaholic, Martelli | 3:58  |
| 12    | Meine Zeit            | Jonesmann         | Sti                   | 3:13  |
| 13    | Frieden (Skit)        |                   | Bozz Martelli         | 0:43  |
| 14    | Weisse Taube          | Xavier Naidoo     | Bozz Martelli         | 2:59  |
| 15    | Sohn des Betons       |                   | Sti                   | 2:55  |
| 16    | W.A.R.                | Warheit           | Sti                   | 3:09  |
| 17    | Mein Song             | J-Luv             | M3 & Noyd             | 3:16  |
| 18    | Stadtfalke            | Şivan Perwer      | Benny Blanco          | 4:57  |
| 19    | My Lifetime           |                   | phreQuincy            | 3:16  |
| 20    | Auge des Sturms       | Baba Saad         | Benny Blanco          | 3:41  |
| 21    | Game Over             | Sti und Jonesmann | Shuko                 | 3:27  |

(*) Titel 1 ist nur auf der Erstauflage enthalten.

## Chartplatzierungen und Singles
Game Over stieg am 14. April 2006 auf Platz 8 in die deutschen Charts ein und belegte in den folgenden Wochen die Ränge 35, 29 und 51. Insgesamt konnte sich das Album 15 Wochen in den Top 100 halten. Auch in Österreich und der Schweiz erreichte der Tonträger die Charts.
Als Singles wurden die Lieder Alarm und Eines Tages ausgekoppelt.

## Rezeption
| Professionelle Bewertungen | Professionelle Bewertungen |
| -------------------------- | -------------------------- |
| Kritiken                   |                            |
| Quelle                     | Bewertung                  |
| laut.de                    | [ 4 ]                      |

Das Online-Magazin laut.de gab dem Album vier von möglichen fünf Punkten:

„Ohne nur einmal das kontroverse Attribut "real" in den Mund zu nehmen, schmettert Azad seine knallharten Reime wie Köpfe auf den Asphalt. Dabei ist seine Stimme so überzeugend, sind seine Erzählstränge so stringent, dass man nach wahr oder echt nicht mehr fragen braucht. Auf "Game Over" öffnet Azad sein Herz. Ein Herz, das "vor Schmerz stirbt". Ein Herz, das nach Hoffnung schreit. Und ein Herz, das hasst. Alles noch intensiver als auf dem Erstlingswerk "Leben", an dem sich der Rapper seit jeher zu messen hatte. Selten zuvor hat sich Emotionalität auf so hohem Rap-Niveau auf einem deutschen Hip Hop-Album verdichtet. Musik erzeugt Gefühle! Azad liefert mit "Game Over" endgültig den nicht leicht verdaubaren Beweis dafür, dass auch Rap es kann.“

Bei den Hiphop.de Awards 2006 wurde Game Over als „Bestes Album national“ ausgezeichnet.